# Promień Słońca
Promień Słońca (R☉) – używana w astronomii pozaukładowa jednostka miary używana do określania promienia gwiazd, równa połowie średnicy Słońca.
{\displaystyle 1\ R_{\odot }=6{,}957\cdot 10^{8}\ {\text{m}}=695\ 700\ {\text{km}}.}
Jest to promień fotosfery Słońca. Jego wartość jest obecnie ustandaryzowana rekomendacją Międzynarodowej Unii Astronomicznej. Jest on równy w przybliżeniu:
- 0,00465 au,
- 9,73 RJ,
- 109 R🜨[1].